# Архиепархия Браги
Архиепархия Браги (лат. Archidioecesis Bracarensis) — архиепархия Римско-Католической церкви с центром в городе Брага, Португалия. В митрополию Браги входят епархии Авейру, Браганса-Миранды, Виана-ду-Каштелу, Визеу, Вила-Реала, Коимбры, Ламегу, Порту. Кафедральным собором архиепархии Браги является Собор Пресвятой Девы Марии. Покровителем архиепархии является святой Геральд.

## История
Епархия Браги была образована в III—IV веках. О первом епископе Браги известно из документов I Толедского собора, который состоялся в 400 году. Известно, что в VI веке в Браге существовал свой особенный брагский обряд.
После завоевания сарацинами Португалии в VIII веке последний епископ Браги Фелиций Торквато переехал в Луго, который с 745 года был возведён в ранг архиепархии. С 832 года епископы Браги стали прибавлять к своему титулу название этого города. Такая ситуация продолжалась до 1071 года, когда Брага была освобождена во время Второго крестового похода.
В 1103 году Римский папа Пасхалий II, после образования митрополии Сантьяго-де-Компостела, преобразовал епархию Браги в архиепархию. К митрополии Браги были присоединены епархии Порту, Коимбры, Визеу, Ламегу и пять других епархий королевства Галисии и королевства Леона. 27 февраля 1120 года епархии королевства Леона выделились из архиепархии Браги.
В середине XII века между архиепархией Браги и архиепархией Толедо возник спор за первенство над Пиренейским полуостровом. После этого административного конфликта архиепархия Толедо получила в свою юрисдикцию территорию Испании, а архиепархия Браги — территорию Португалии с правом примата над всей Испанией.
23 марта 1545 года архиепархия Браги передала часть своей территории новой епархии Миранды (сегодня — Епархия Браганса-Миранды).
В 1918 году на епархиальном Синоде было принято решение восстановить брагский обряд. В 1919 году Римский папа Бенедикт XV утвердил богослужебные книги и молитвенник, а в 1924 году — требник брагского обряда. После II Ватиканского собора с 18 ноября 1971 года было принято решение использовать брагский обряд факультативным образом.
20 апреля 1922 года архиепархия Браги передала часть своей территории новой епархии Вила-Реалы.
После Апрельской революции 1974 года архиепархия Браги превратилась в оплот правых антикоммунистических сил. Семинария Браги стала оперативно-политическим центром Демократического движения за освобождение Португалии и террористической Армии освобождения Португалии. Местные церковные приходы сделались пунктами массовой антимарксистской мобилизации. Каноник кафедрального собора Браги Эдуарду Мелу Пейшоту выступал в качестве антикоммунистического лидера национального масштаба. Пастырское послание архиепископа Браги Франсишку Мария да Сильвы 10 августа 1975 года явилось манифестом консервативного сопротивления.
3 ноября 1977 года архиепархия Браги передала часть своей территории новой епархии Виана-ду-Каштелу.

## Ординарии
…

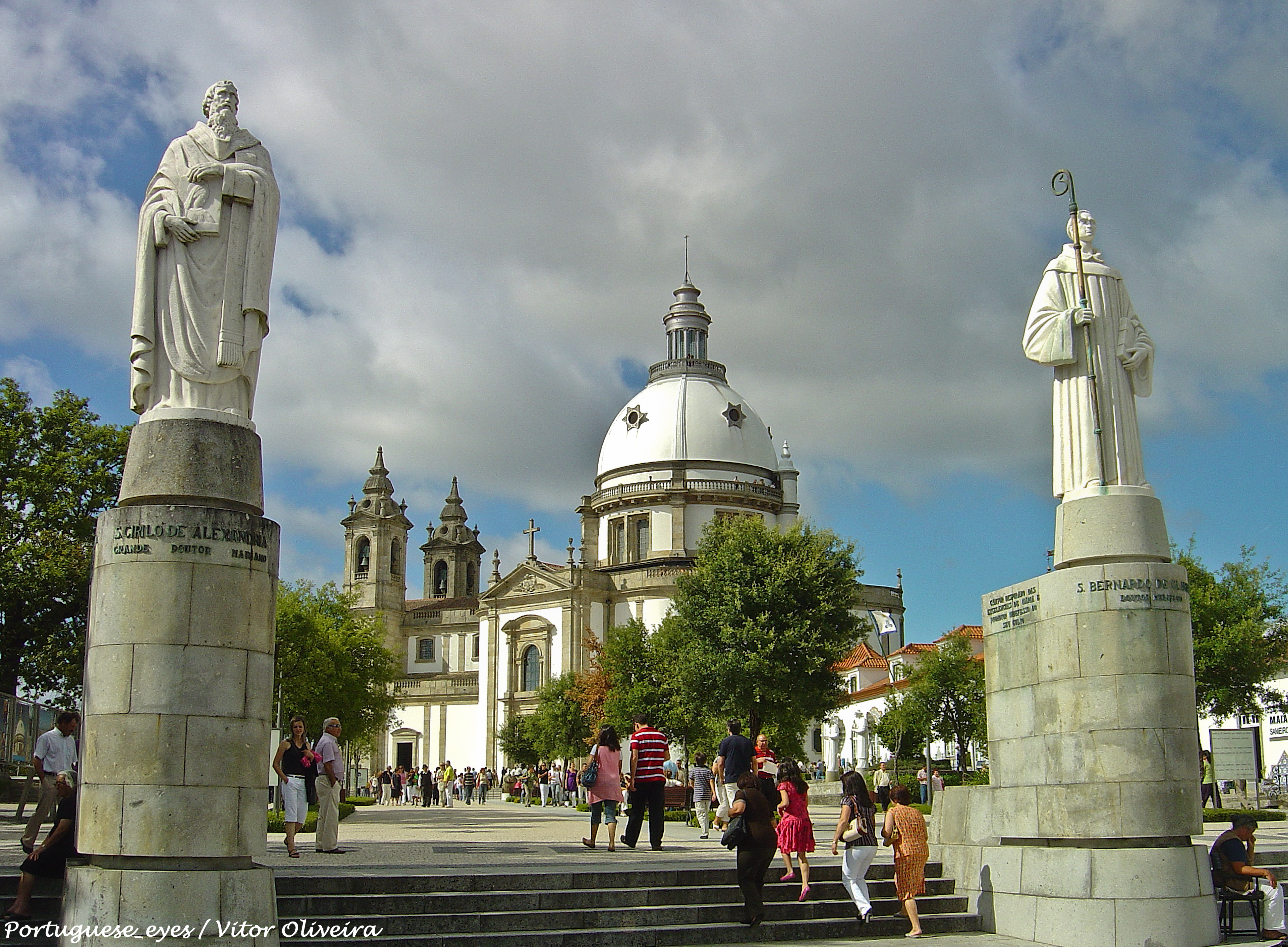
Базилика Богоматери Самейру

- Мартино Геральдес (11 апреля 1255 — 1 сентября 1271)
- Петрус Ребули Юлиани (1272 — 23 мая 1275), избран папой под именем Иоанн XXI
- Ордоньо Альварес (23 мая 1275 — 12 марта 1278)

…

## Святые архиепархии
- Мартин Брагский;
- Фруктуоз Брагский;
- Геральд Брагский;
- Варфоломей Брагский.